# Nannochloropsis salina
Nannochloropsis salina ist eine photosynthetisch aktive einzellige Mikroalgenart aus der Gattung Nannochloropsis in der Familie der Monodopsidaceae.

## Vorkommen und Verbreitung
Nannochloropsis salina ist ein häufiger Meeresorganismus (Phytoplankton), weltweit verbreitet und vor allem in Küstennähe aufzufinden. Das wesentliche Kennzeichen von Phytoplankton ist, dass dessen Bewegung von den Wasserströmungen bestimmt wird.

## Beschreibung
Mikrometergroße, kräftig grüne, kugelige bis leicht ovale einzellige Mikroalge, die aufgrund des Fettgehaltes im Wasser schwebt und wegen der geringen Größe Filterpapier passiert und so gereinigt werden kann. Bei Nährstoffknappheit schlägt die Farbe in gelblich-bräunlich um.
Sie ist eine von sechs Arten der Gattung Nannochloropsis, die allesamt kleine rundliche Gebilde ohne aktive Fortbewegung sind und kein besonderes Kennzeichen im Körperbau besitzen; sie lassen sich daher nur über eine Genanalyse voneinander unterscheiden.

## Inhaltsstoffe
Nannochloropsis salina enthält große Mengen von mehrfach ungesättigte Fettsäuren: Eicosapentaensäure (eine Omega-3-Fettsäure) kann bis zu 41 %, Arachidonsäure bis ca. 10 % an allen Fettsäuren ausmachen, allerdings schwanken die Werte stark in Abhängigkeit von den Kulturbedingungen.
Nannochloropsis salina enthält Chlorophyll a, aber kein Chlorophyll b und c.

## Verwendung
- In der Aquaristik als Salzwasserphytoplankton[3], d. h. als Nahrungsquelle z. B. zur Aufzucht von Lebendfischfutter wie Salinenkrebsen
- Verwendung im Bioreaktor: Labor und Freiland (Teich)[4]
- Zur Gewinnung von Biotreibstoff[5]